# モーリス軽偵察車

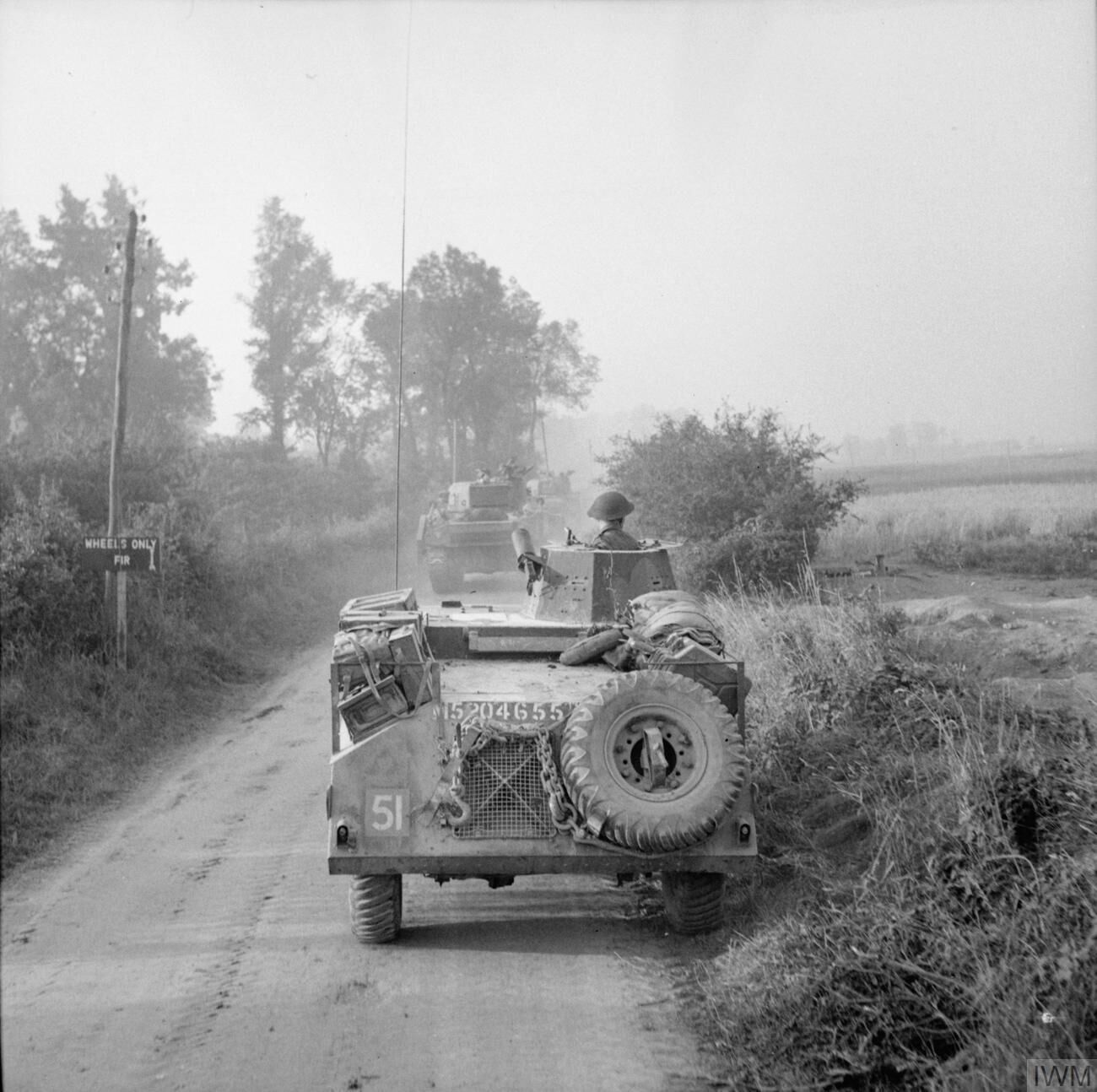
隊列を追うモーリス軽偵察車

モーリス軽偵察車（Morris Light Reconnaissance Car ）は第二次世界大戦中にモーリスが開発したイギリスの偵察車（装輪装甲車）。
特異な構造をもつ軽偵察車で、3名の乗員が並んで座った。中央はドライバーが座り、その右側の乗員は小砲塔に設けられたブレン軽機関銃を操作し、左側の乗員は無線とハッチの外に設けられたボーイズ対戦車ライフルを操作した。
モーリス軽偵察車は1940年から1944年までに2,200台以上が生産され、主に北アフリカ戦線、イタリア戦線、北ヨーロッパで使用された。また、イギリス空軍の警備隊（RAF Regt ）やポーランド軍でも使用された。現存する数少ないモーリス軽偵察車は、ダックスフォード帝国戦争博物館とボービントン戦車博物館で展示されている。

## バリエーション
Mk I原型
Mk I OP砲塔の代わりに監視所を設け、2台のレンジファインダーを備えた。
Mk II四輪駆動型。
モーリス試作戦車2つの砲塔を備えた実験用戦車。生産はされなかった。
ファイアフライモーリス軽偵察車の前面に、モリンズ6ポンド(57mm)自動砲を搭載した、一人乗り（操縦手 兼 砲手 兼 車長）の戦車駆逐車。数両の試作のみで不採用。